# Un trono para Cristi
Un trono para Cristi es una obra de teatro de José López Rubio, estrenada en 1956.

## Argumento
La joven Cristi nunca conoció a su padre. Su madre le confió que se trataba de un aventurero que falleció antes de reconocer su identidad. Cristi conoce y se enamora de un periodista llamado Ángel, que urde un plan para hacer creer que ella es hija de un monarca centroeuropeo.

## Estreno
- Teatro Infanta Isabel. Madrid, 14 de septiembre de 1956.
  - Intérpretes: Isabel Garcés, Irene Caba Alba, Irene Gutiérrez Caba, Gregorio Alonso, Consuelo Company, Julia Gutiérrez Caba, Luis García Ortega, Agustín Povedano, Emilio Gutiérrez, Vicente Haro.

## Cine
En 1960 se estrenó una versión cinematográfica, dirigida por Luis César Amadori y protagonizada por Christine Kaufmann, Ángel Aranda y Zully Moreno.